# Фрідріх Юсті
Фрідріх Юсті (Friedrich Justi; 10 квітня 1919, Карлсруе — 21 квітня 1986) — німецький офіцер-підводник, капітан-лейтенант крігсмаріне.

## Біографія
9 жовтня 1937 року звільнений у відставку. Після проходження навчання 1 грудня 1939 року призначений офіцером групи військово-морського училища Фленсбурга-Мюрвіка. З травня 1941 року — 2-й вахтовий офіцер в 3-й флотилії торпедних катерів. З 10 травня по 23 жовтня 1943 року пройшов курс підводника, 24-31 жовтня — курс позиціонування (радіовимірювання), в листопаді (до 15 листопада) — командирську практику при 23-й флотилії, з 16 листопада по 22 грудня — курс командира підводного човна. 10 січня 1944 року направлений на будівництво підводного човна U-1170. З 1 березня 1944 року — командир U-1170. 2 травня 1945 року наказав затопити човен в рамках операції «Регенбоген». 8 травня 1945 року взятий в полон британськими військами.

## Звання
- Кандидат в офіцери (9 жовтня 1937)
- Морський кадет (28 червня 1938)
- Фенріх-цур-зее (1 квітня 1939)
- Оберфенріх-цур-зее (1 березня 1940)
- Лейтенант-цур-зее (1 травня 1940)
- Оберлейтенант-цур-зее (1 квітня 1942)
- Капітан-лейтенант (1 січня 1945)

## Нагороди
- Залізний хрест 2-го класу (1941)